# Куркюир
Куркюи́р (фр. Courcuire) — коммуна во Франции, находится в регионе Франш-Конте. Департамент — Верхняя Сона. Входит в состав кантона Марне. Округ коммуны — Везуль.
Код INSEE коммуны — 70181.

## География
Коммуна расположена приблизительно в 310 км к юго-востоку от Парижа, в 19 км северо-западнее Безансона, в 40 км к юго-западу от Везуля.
Около половины территории коммуны покрыто лесами.

## Население
Население коммуны на 2010 год составляло 132 человека.
| 1962 | 1968 | 1975 | 1982 | 1990 | 1999 | 2010 |
| ---- | ---- | ---- | ---- | ---- | ---- | ---- |
| 60   | 63   | 85   | 104  | 112  | 127  | 132  |

## Администрация
| Период | Период | Фамилия      | Партия | Примечания |
| ------ | ------ | ------------ | ------ | ---------- |
| 2001   | 2008   | Реймон Деньё |        |            |
| 2008   | 2011   | Эрик Дюбуа   |        |            |
| 2011   | 2014   | Мирей Шенги  |        |            |

## Экономика
В 2010 году среди 92 человек трудоспособного возраста (15—64 лет) 73 были экономически активными, 19 — неактивными (показатель активности — 79,3 %, в 1999 году было 64,4 %). Из 73 активных жителей работали 66 человек (41 мужчина и 25 женщин), безработных было 7 (3 мужчины и 4 женщины). Среди 19 неактивных 4 человека были учениками или студентами, 8 — пенсионерами, 7 были неактивными по другим причинам.